# مارك بوريس سانت موريس
مارك بوريس سانت موريس هو ناشط وسياسي وموسيقي كندي، قام بحملة لسنوات عديدة من أجل تقنين القنب، ولتيسير الوصول إليه كعقار لأسباب صحية. يعيش في مونتريال، كيبيك.

## المسار المهني الموسيقي
عرف كومسيقي في تسعينيات تافرن العشرين كازف قيثارة في فرقة غريمسكانك لموسيقى البانك. بعدها حصل مارك سان موريس على لقب «بوريس».

## الحياة السياسية
في عام 1998 ، أسس بلوك بوت ، وهو حزب سياسي في مقاطعة كيبيك هدفه الرئيسي هو القضاء على تجريم الماريجوانا وإضفاء الشرعية عليها. في عام 2000، أنشأ حزب الماريجوانا ، الذي خاض الانتخابات في الانتخابات الفيدرالية.
في فبراير 2005 ، غادر سان موريس حزب الماريجوانا للانضمام إلى الحزب الليبرالي في كندا ، بحجة أن فرص الوصول إلى الأهداف التي يسعى إليها كلا الحزبين لحقوق القنّب كانت أفضل في الحزب الحاكم آنذاك. فحققت حركة الماريجوانا بالفعل بعض التقدم في ظل الحكم الليبرالي في أواخر العقد الأول من القرن العشرين، ولكن بول مارتن ، الذي خلف جان كريتيان رئيسًا للوزراء والزعيم الليبرالي، كان أكثر تحفظًا في هذا الصدد.

## نتائج الانتخابات

### الانتخابات المحلية (كيبيك)
في الانتخابات العامة التي أجريت في 30 نوفمبر 1998 ، احتل سان موريس المرتبة الرابعة من أصل تسعة مرشحين بـ 985 صوتًا، أو 3٪ من الأصوات في تصفيات ميرسييه. في الانتخابات التي أجريت في 1 أكتوبر 2001 ، أنهى سان موريس التنافس خامسا من أصل خمسة مرشحين، وفاز بـ 323 صوتًا لصالح بلوك بوت في تصفيات جونكويار، والتي تركت شاغرة باستقالة برئيس الوزراء لوسيان بوشار ففاز وقتها فرانسوا غوتييه من حزب كيبيك ليبرال .

### الانتخابات الفيدرالية (كندا)
في 11 سبتمبر 2000 ، في انتخابات فرعية في أوكاناجان كوكويالا، كولومبيا البريطانية، احتل سان موريس المركز السادس من أصل ثمانية مرشحين بـ 438 صوتًا كمرشح مستقل. تم انتخاب ستوكويل داي للتحالف الكندي.
في انتخابات 27 نوفمبر 2000 ، احتل سان موريس المركز الرابع بأغلبية 2156 صوتًا لحزب الماريجوانا في نهائيات لورييه سانت ماري (كيبيك) ، و ذلك خلف كل من الزعيم جيل دوسيب ، بلوك كيبيك ، جان فيليب كوتيه، PLC و Dylan Perceval-Maxwell's Green Party.
في 13 مايو 2002 ، خلال جزئية في سانت ليونارد سانت ميشيل (كيبيك) ، حصل سانت موريس على 197 صوتًا وانتهى أخيرا لصالح حزب الماريجوانا.
في انتخابات 28 يونيو 2004 في لاسال إيمارد (كيبيك) ، احتل المرتبة السادسة والأخيرة لصالح حزب الماريجوانا بـ 349 صوتًا في دائرة رئيس الوزراء بول مارتن .

## نادي التعاطف والنشاط
واجه سان موريس أيضًا مشاكل مع القانون عندما كان متطوعًا متفرغًا في نادي الرحمة،  وهي منظمة توفر الماريجوانا للأفراد المصابين بأمراض خطيرة ويحملون وصفات طبية. تم افتتاح أول نادي للرحمة في مونتريال، اقتداء بتلك الموجودة في تورنتو وكولومبيا البريطانية ، في راشيل بمونتريال بالقرب من مركز للشرطة.
بعد مداهمة قامت بها الشرطة، اتُهم سانت موريس وزميله ألكساندر نيرون بحيازة المخدرات والاتجار بها. أقر المحامون بأن التشريع الكندي ترك ثغرة قانونية، مما سمح لأفراد معينين بحيازة الحشيش لأغراض طبية، ولكن ليس توفيره. أوقف القاضي جيل كاديو الدعوى ضد الرجلين في ديسمبر 2002.